# I. e. 153
Évszázadok: i. e. 3. század – i. e. 2. század – i. e. 1. század
Évtizedek: i. e. 200-as évek – i. e. 190-es évek – i. e. 180-as évek – i. e. 170-es évek – i. e. 160-as évek – i. e. 150-es évek – i. e. 140-es évek – i. e. 130-as évek – i. e. 120-as évek – i. e. 110-es évek – i. e. 100-as évek
Évek: i. e. 158 – i. e. 157 – i. e. 156 – i. e. 155 –  i. e. 154 – i. e. 153 – i. e. 152 – i. e. 151 – i. e. 150 – i. e. 149 – i. e. 148

## Események

### Róma
- Tiberius Annius Luscust és Quintus Fulvius Nobiliort választják consulnak.
- A hispániai felkelések miatt a consulok hivatalba lépésének idejét előrehozzák március 15-ről január 1-re. A változás a későbbiekben is megmarad, innentől az év január 1-én kezdődik.
- Nobilior consul Hispániában megostromolja és elpusztítja a keltiber belli törzs városát, Segedát. A keltiberek meglepetésszerűen megtámadják és megölik 10 ezer emberét. Nobilior erősítést kér, majd ostrom alá veszi a lázadó Numantia várost, de nem képes elfoglalni és a közeledő tél miatt visszavonul.
- A luzitán felkelők vezére, Punicus elesik egy összecsapásban. Utódja, Caesarus vereséget szenved Lucius Mummius praetortól, de visszatámad az üldözésére induló rómaiakra és megfutamítja őket. Később Mummius legyőzi a luzitánokat és visszaszerzi az előző csatában elvesztett hadijelvényeket.

### Hellenisztikus birodalmak
- VI. Ptolemaiosz egyiptomi fáraó és II. Attalosz pergamoni király támogatni kezd egy szeleukida trónkövetelőt, Alexandrosz Balaszt, aki állítólag IV. Antiokhosz fia. A trónkövetelőt Hérakleidész "fedezte fel", annak a Timarkhosznak a fivére, akit az aktuális szeleukida uralkodó, I. Démétriosz lázadás miatt kivégeztetett.
- A háborús veszély miatt Démétriosz kénytelen kivonni helyőrségeit Júdeából, de hűségesküjéért cserébe jelentős kedvezményeket tesz Jonatán Makkabeusnak: megengedi neki hadsereg fenntartását és visszaadja neki a túszait. Jonatán elfogadja a király ajánlatát, Jeruzsálembe költözik és elfoglalja a főpapi tisztséget.
- Görögországban egy földrengés elpusztítja Sziküón nagy részét.

## Fordítás
- Ez a szócikk részben vagy egészben  a(z)   153 BC című angol Wikipédia-szócikk ezen változatának fordításán alapul.  Az eredeti cikk szerkesztőit annak laptörténete sorolja fel. Ez a jelzés csupán a megfogalmazás eredetét és a szerzői jogokat jelzi, nem szolgál a cikkben szereplő információk forrásmegjelöléseként.